# Dorymyrmex goetschi
Dorymyrmex goetschi é uma espécie de formiga do gênero Dorymyrmex.